# Workaround
Un workaround, in informatica, indica un metodo temporaneo per raggiungere una soluzione quando il metodo definitivo (quella che agisce sulla causa radice) non funziona.
Viene usato per superare gli svantaggi di programmazione, hardware o di comunicazione. Viene utilizzato fino a quando il problema è stato corretto mediante un fix cioè la soluzione permanente.